# Sukhoi Su-47
Il Sukhoi Su-47 Berkut (in cirillico: Сухой Су-47 Беркут), anche noto come Progetto 1234, è stato un velivolo sperimentale di fabbricazione russa, realizzato dalla Sukhoi ed impiegato come dimostratore tecnologico nell'ambito del programma di aggiornamento del Su 27 Flanker nel 1996.
Caratterizzato da un'innovativa ala a freccia negativa e una coppia di canard, il Berkut, che deve il suo nome all'aquila chrysaetos, doveva costituire la base dello sviluppo di un caccia da superiorità aerea di quinta generazione sul quale sarebbero state testate varie tecnologie d'avanguardia, tra cui nuove architetture e materiali. 
Effettuato il primo volo il 25 settembre del 1997, il programma è stato sospeso per carenza di fondi nel dicembre 2001, subito dopo il completamento della prima fase di sviluppo.

## Descrizione
Il progetto, per motivi di costo e tempi di sviluppo, ha copiato molto dal programma del Su-27, ne sono un esempio i carrelli, la parte anteriore della fusoliera, gli impennaggi verticali e parte dell'avionica i quali sono gli stessi del Flanker. Il prototipo è un caccia bombardiere monoposto ognitempo studiato per consentire ipermanovrabilità in un ampio intervallo di velocità. La caratteristica più evidente del progetto è la sperimentazione dall'ala a freccia negativa, banco prova di un'architettura che punta ad una grandissima agilità a bassa velocità, come pure a velocità supersoniche. Sono presenti inoltre tre piani di superfici portanti: le alette canard, l'ala ed il piano di coda. Inoltre, benché non montati sull'unico prototipo costruito, probabilmente avrebbero dovuto essere installati anche ugelli direzionabili su due assi, evoluzioni di quelli sperimentati sul Su-37 "Terminator". Meno visibili, ma ugualmente importanti nel progetto, sono la sperimentazione di un sofisticato sistema di controllo fly-by-wire, l'impiego di un sofisticato radar e di materiali compositi nella costruzione del 90% dell'ala.

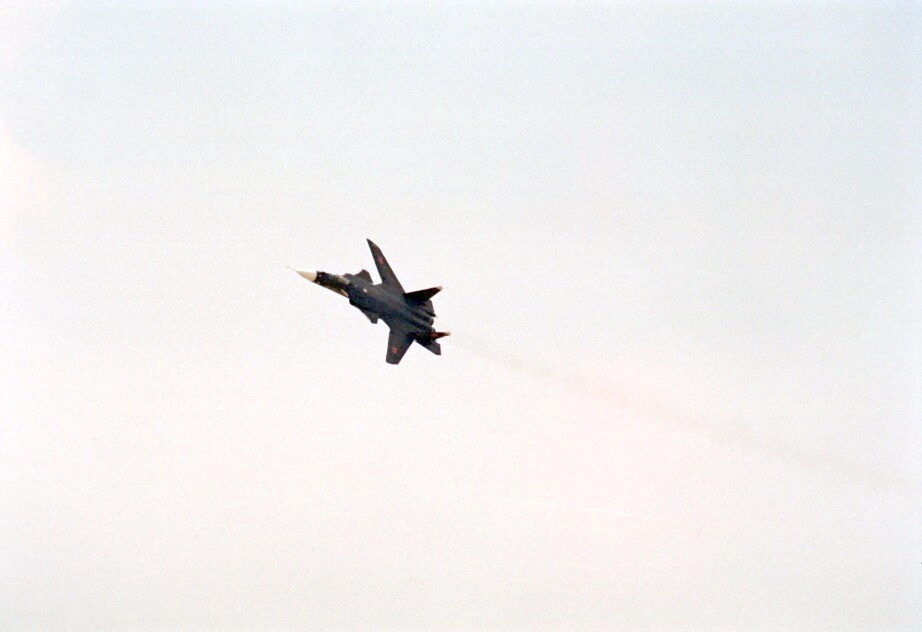
Il Su-47 in volo al Moscow Air Show, a Zhukovskiy, nel 2001. Ben visibili le ali a freccia inversa.

L'uso dell'ala a freccia negativa, già sperimentata sull'americano X-29, e sul bireattore HFB 320 Hansa Jet, permette una serie non piccola di vantaggi rispetto all'ala a freccia tradizionale. Il primo è la possibilità di operare con completo controllo del velivolo ad angoli d'attacco superiori ai 45º, ritardando l'insorgere dello stallo aerodinamico alle estremità. In una configurazione tradizionale gli alettoni posti in prossimità delle estremità alari, subiscono una fortissima riduzione di efficacia a causa dell'insorgere di turbolenza anche con angoli d'attacco di molto inferiori a quelli indicati. Nella freccia negativa, la prima parte dell'ala ad andare in stallo è quella centrale, in cui non sono presenti le superfici mobili dei controlli primari; un ulteriore vantaggio è la riduzione del momento picchiante dell'ala. Dal punto di vista funzionale, tale configurazione permette di avere un più lungo tratto di fusoliera non interrotta da longheroni passanti, come dimostra la presenza sul velivolo di un capiente vano dedicato al trasporto di armamenti.
Per quel che riguarda l'ipermanovrabilità ed i vantaggi aerodinamici dati dalla particolare configurazione, questi riguardano oltre ad una minor velocità di insorgenza dello stallo, i conseguenti minori ratei di virata, i maggiori ratei di salita e l'impiego di piste più corte per il decollo e l'atterraggio, maggiore e minore limite di velocità per l'impiego di armamento, maggiore capacità di manovra nel combattimento aereo il tutto con il mantenimento di una elevata stabilità.
Per contro questa architettura presenta sollecitazioni piuttosto elevate ai materiali con cui è costruita l'ala, dovute soprattutto ai momenti torcenti, ed una minore rigidità della stessa. Per questo è stato necessario l'impiego massiccio di materiali compositi attentamente studiati per ridurre gli effetti dell'affaticamento delle strutture. Questi materiali, oltre a fornire un valido supporto strutturale, sono stati concepiti per dare la minore traccia radar possibile. Uno dei difetti maggiori dell'ala a freccia negativa è la difficoltà del far rientrare il velivolo nel cono di Mach ad elevate velocità, infatti l'ala a freccia positiva tende a ritardare il fenomeno, mentre su una configurazione quale quella del Berkut avviene l'opposto. Ciò limita di fatto la velocità massima effettiva del Su-47 a M 1,6 circa. Rispetto all'X-29 le dimensioni del Berkut sono decisamente maggiori, anche perché non si trattava solamente di una sperimentazione aerodinamica, ma di una soluzione costruttiva vera e propria che mirava a gettare le basi per una produzione di serie, al momento abbandonata. Da segnalare inoltre che per la produzione di serie è prevista una rimotorizzazione con 2 turboventole Saturn/Lyul'ka Al-37 FU con postbruciatore; da 166,7 kN a secco e 284,4 kN con postbruciatore.